# Модро
Модро (Голубое озеро; хорв. Modro jezero или Plavo jezero) — пресноводное карстовое озеро около города Имотски в южной Хорватии. Как и соседнее Красное озеро, лежит в глубокой Карстовой воронке, сформированной, возможно, в результате разрушения огромной подземной пещеры. Общая глубина от верхнего края — около 220 метров. Глубина воды изменяется в зависимости от времени года. Весной, во время таяния снегов в окрестных горах, она может достигать 90 метров, а в 1914 году вода поднялась на 114 метров, затопив южный край воронки. Голубое озеро — популярный туристический и экскурсионный объект.
Наибольшие размеры озера — около 800×500 метров, однако они подвержены существенным изменениям в зависимости от уровня воды. К концу лета озеро может полностью пересыхать.
В 1907 году к озеру была построена дорога. В 1942 году землетрясение вызвало большой оползень, в результате которого глубина озера уменьшилась.